# 國塩亜矢子
國塩 亜矢子（くにしお あやこ）は日本のインナービューティー料理研究家、フードコーディネーター。「旬食美人学」主宰。

## 経歴
広告会社、人材会社にてマーケティング・企画営業・人事などの経験を経て、結婚を機に食の世界へ。
2010年より、インナービューティーを軸とし旬の食材を主役にした料理教室やレストランイベントを開催。

## 人物
- 多くのWebメディアでコラム連載、レシピ開発を行っている
- 二児の母として離乳食レシピ・ 妊活・マタニティ・授乳ママレシピの開発にも積極的に取り組み、 女性のライフステージごとに関わる「食」の大切さを幅広く発信中

## 保有資格
- 女子栄養大学認定 食生活指導士1級
- 日本野菜ソムリエ協会認定 べジフルビューティーアドバイザー
- 日本野菜ソムリエ協会認定  調味料ソムリエ
- FCAJ認定 フードコーディネーター
- キッズキッチン協会認定 キッズキッチンインストラクター
- A・F・T認定 カラーコーディネーター

## メディア出演

### テレビ
- ニッポンのこと、ワカリマスカ！？（2017.12.31OA、テレビ朝日）
- ヒルナンデス!（2012.10.17、日本テレビ）

### ラジオ
- PARADISO（2016.1.29、J-WAVE）

## 著書
- 「決定版！節約・冷凍レシピ」（2015年、宝島社）共著

## レシピ監修
- 親子で作る クリスマスパーティー料理（SHIPS MAG）
- 完食必至！2016年のトレンドは“肉”おせち（ぐるすぐり）
- 【保存版】門松から花まで！お正月のテーブルを彩る5つの飾り切り（ぐるすぐり）

ほか